# Metin Akan
Metin Akan (* 28. Mai 1983 in Bursa) ist ein türkischer Fußballspieler.

## Karriere

### Vereinskarriere
Metin Akan begann seine Vereinskarriere 1999 in der Jugend von A. Vefikpaşaspor. Nach paar Monaten spielte er dann für Jugend Kazıklı Kooperatifspor und anschließend nach 2001 für die Jugend von Bursaspor. Im Sommer 2001 bekam er dann ein Profi-Vertrag spielte aber überwiegend für die Reservemannschaft. Lediglich am letzten Spieltag würde er in einem Süper-Lig-Spiel eingesetzt. In der Saison 2002/03 kam er dann regelmäßig zu Spieleinsätzen für die Profimannschaft. Für die Saison 2003/04 wurde er dann wieder überwiegend für die Reserve eingesetzt.
2004/05 wechselte er zum Zweitligisten İnegölspor. Nach zwei Spielzeiten wechselte er zum Erstligistin Manisaspor und nach anschließenden zwei Jahren zu MKE Ankaragücü.
Seit Sommer 2011 ist er für Istanbul Büyükşehir Belediyespor aktiv. Nachdem er eine Spielzeit für diesen Verein tätig gewesen war, wechselte er zur Saison 2012/13 zum Zweitligisten Adanaspor.

### Nationalmannschaft
Akan spielte 2003 insgesamt viermal für die türkische U-20 Jugendnationalmannschaft.